# کوین ابسترکت
کوین ابسترکت (انگلیسی: Kevin Abstract؛ زادهٔ ۱۶ ژوئیهٔ ۱۹۹۶) خواننده رپ اهل ایالات متحده آمریکا است. وی از سال ۲۰۰۹ میلادی تاکنون مشغول فعالیت بوده‌است.

## زندگی شخصی
ابسترکت در سال ۲۰۱۶، به عنوان یک همجنس‌گرا آشکارسازی کرد. اشاره به گرایش جنسی در آثارش بسیار پررنگ است؛ او در این باره گفته‌است که تا زمانی که طرفداری باشد که نیاز به صدایی داشته باشد، دربارۀ این موضوع در آثار صحبت خواهد کرد.